# Tremedal
Tremedal is een gemeente in de Braziliaanse deelstaat Bahia. De gemeente telt 18.433 inwoners (schatting 2009).

## Aangrenzende gemeenten
De gemeente grenst aan Belo Campo, Cândido Sales, Caraíbas, Maetinga, Piripá en Presidente Jânio Quadros.